# Základní zákon: Izrael – národní stát židovského lidu
Základní zákon: Izrael – národní stát židovského lidu (hebrejsky (חוק יסוד: ישראל – מדינת הלאום של העם היהודי‎ je základním zákonem Izraele, který výslovně označuje Izrael za národní stát židovského lidu, ve kterém židovský lid vykonává své právo na sebeurčení a výkon práva na sebeurčení v Izraeli je tímto zákonem vyhrazen právě židovskému lidu. Zákon rovněž definuje státní symboly státu Izrael.
Zákon Izrael – národní stát židovského lidu byl přijat v roce 2018 většinou 62 hlasů pro zákon oproti 55 hlasům proti němu. Zákon má převážně deklaratorní povahu, přesto se však po svém přijetí stal terčem vnitrostátní i mezinárodní kritiky, mimo jiné i ze strany amerických židovských organisací.
V lednu 2019 Nejvyšší soud Státu Izrael oznámil, že posoudí ústavnost zákona, a to v senátu složeném z jedenácti soudců. Nejvyšší soud posoudí, zda je Základní zákon: Izrael – národní stát židovského lidu jako celek, nebo zčásti v rozporu se Základním zákonem: Lidská důstojnost a svoboda, který byl přijat v roce 1992. Taková situace, kdy bude Nejvyšší soud Izraele posuzovat soulad jednoho základního zákona s jiným základním zákonem, nastane vůbec poprvé v dějinách země.

## Podstatná ustanovení zákona
Níže uvedené jsou vybrané pasáže zákona Izrael – národní stát židovského lidu:
- 1: „Země Izrael je historickou vlastí židovského lidu, v níž vznikl stát Izrael. Stát Izrael je národní stát židovského lidu, v němž tento uskutečňuje své přirozené, kulturní, náboženské a historické právo na sebeurčení. Uskutečňování práva na národní sebeurčení ve státě Izrael je vyhrazeno židovskému národu..“
- 4: „Hebrejština je státním jazykem. Arabština má ve státě zvláštní postavení. Používání arabštiny na státních institucích a při jednání s nimi je upraveno zákonem.“
- 5: „Stát je otevřený pro židovskou aliju a pro shromáždění Židů z exilu.“
- 7: „Stát spatřuje v rozvoji židovského osídlování národní hodnotu a bude přispívat k jejímu povzbuzení a rozvoji její stability.“